# Edward Maya
Eduard Marian Ilie (* 29. června 1986 Bukurešť), lépe známý jako Edward Maya, je rumunský zpěvák, producent a skladatel. Ve věku 19 let složil píseň s Eduardem Carcotem pro Eurovision Song Contest 2006, která skončila na čtvrtém místě. V létě 2009 složil píseň Stereo love. Tuto píseň zhlédlo na YouTube více než 100 miliónu diváků k únoru 2011. Mezi jeho další skladby patří Desert Rain, This is my life, Violet light a další.